# Oscarsgalan 2013
Oscarsgalan 2013 var den 85:e upplagan av Oscarsgalan och hölls den 24 februari 2013 på Dolby Theatre i  Hollywood. Galan sändes på ABC Television Network och visades live i över 225 länder och territorier världen över. För första gången var röstskådespelaren Seth MacFarlane värd för galan. MacFarlane var även själv nominerad för en Oscar i kategorin Bästa sång.
Sverige utsåg i september 2012 Hypnotisören till Sveriges bidrag till Oscarsgalans pris för Bästa icke-engelskspråkiga film men blev inte nominerad. 71 länder skickade in ett filmbidrag till Oscarakademien vilket var rekord. Bland annat skickade Kenya in sitt första bidrag någonsin.
10 januari 2013 presenterades nomineringarna av Emma Stone och Seth MacFarlane på Samuel Goldwyn Theater.
Emmanuelle Riva var vid 85 års ålder den äldsta någonsin att nomineras för en Oscar i kategorin Bästa kvinnliga huvudroll. I samma kategori var 9-åriga Quvenzhané Wallis den yngsta att någonsin nomineras.
I kategorin Bästa ljudredigering delades två Oscars ut då resultatet blev oavgjort. Detta har bara skett sex gånger tidigare i historien. Om det skiljer mindre än tre röster mellan två filmer anses det ha blivit oavgjort och två statyetter delas då ut. Karen Baker Landers blev samtidigt första kvinna någonsin att vinna pris för ljudredigering.

## Governors Awards
Den 4:e upplagan av Governors Awards hölls den 1 december 2012.

### Heders-Oscar
- D.A. Pennebaker
- George Stevens Jr.
- Hal Needham

### Jean Hersholt Humanitarian Award
- Jeffrey Katzenberg

## Vinnare och nominerade
Listan över nominerade fastställdes 10 januari 2013. Vinnarna listas i fetstil.
| Bästa film | Bästa regi |
| --- | --- |

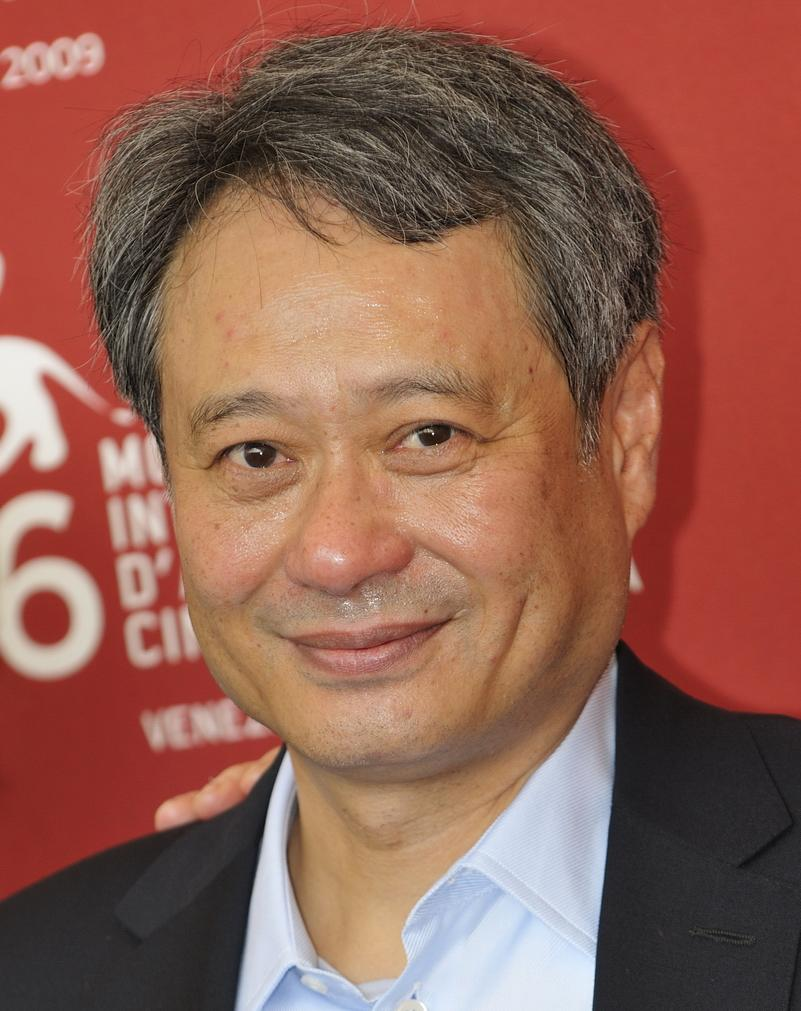
Ang Lee
Bästa regi

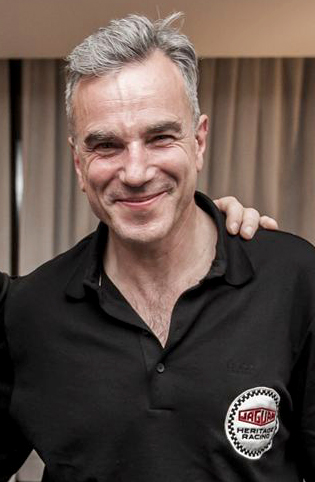
Daniel Day-Lewis
Bästa manliga huvudroll

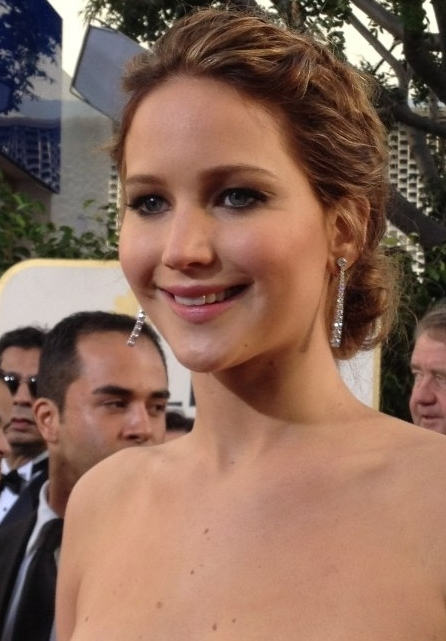
Jennifer Lawrence
Bästa kvinnliga huvudroll

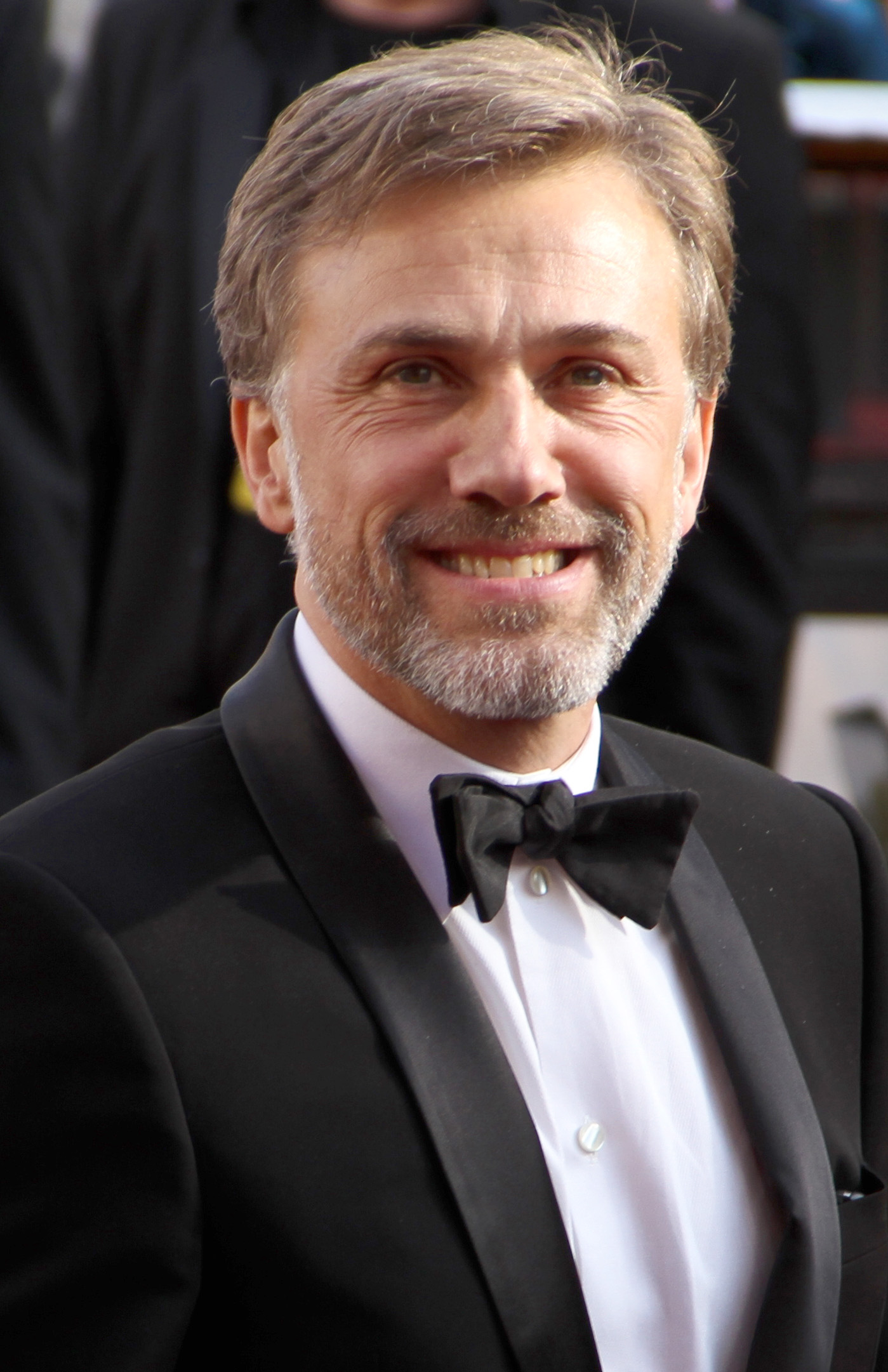
Christoph Waltz
Bästa manliga biroll

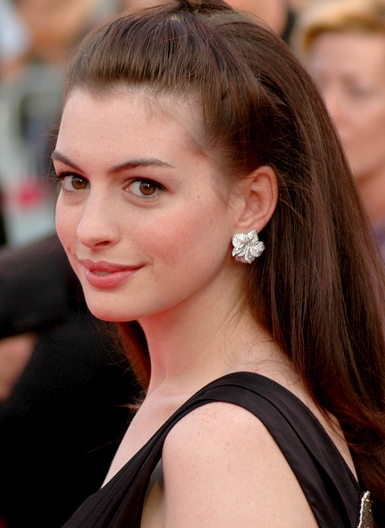
Anne Hathaway
Bästa kvinnliga biroll

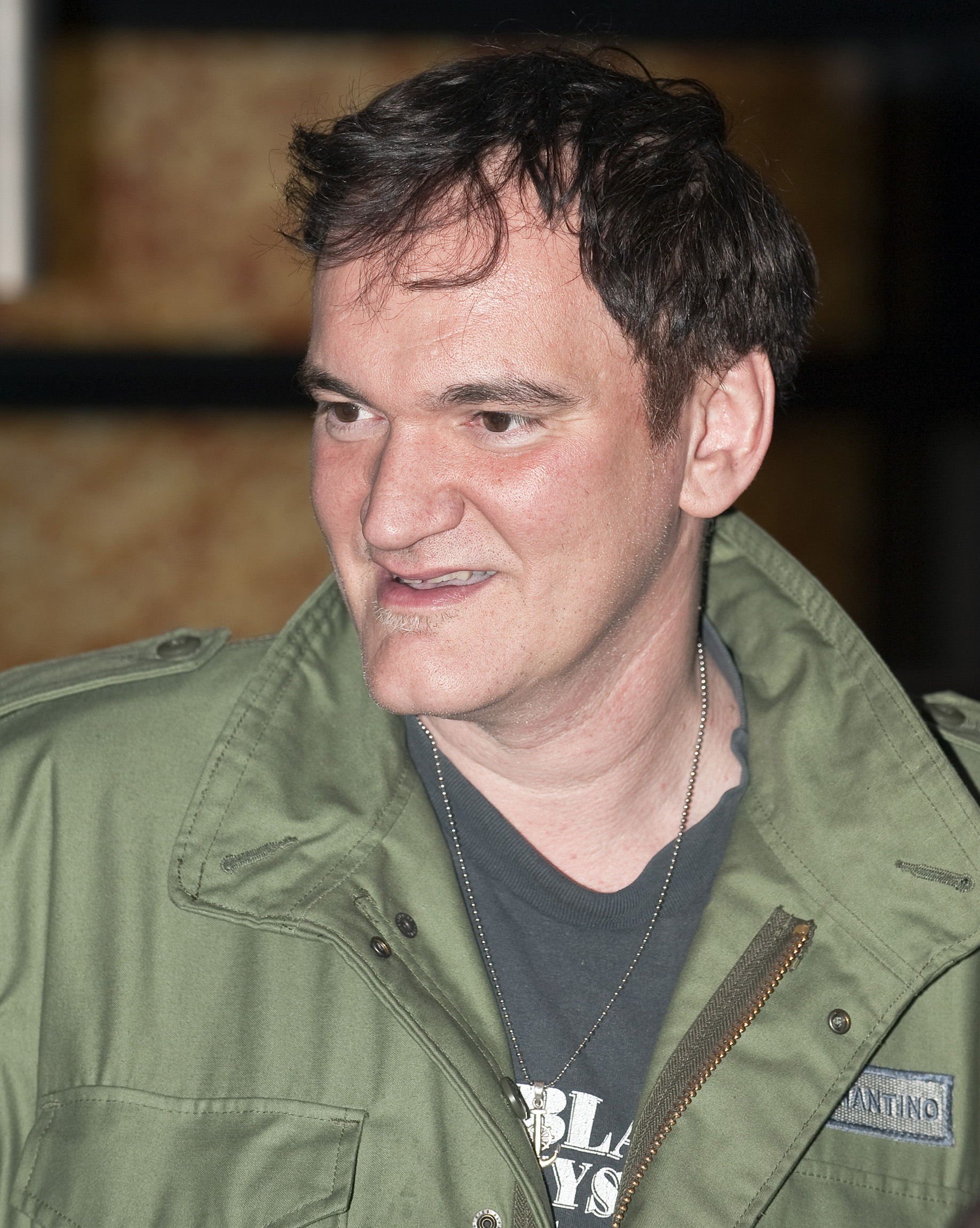
Quentin Tarantino
Bästa originalmanus

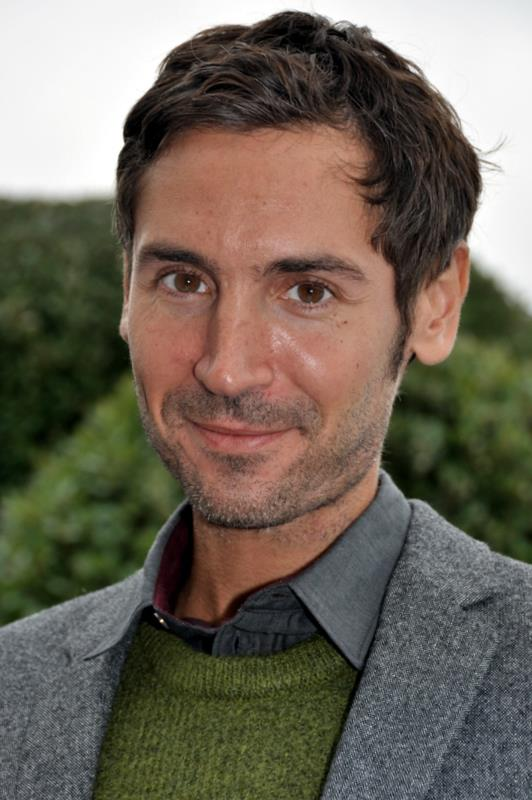
Malik Bendjelloul
Bästa dokumentär

| - Argo – Grant Heslov, Ben Affleck och George Clooney - Amour – Margaret Menegoz, Stefan Arndt, Veit Heiduschka och Michael Katz - Beasts of the Southern Wild – Dan Janvey, Josh Penn och Michael Gottwald - Django Unchained – Stacey Sher, Reginald Hudlin och Pilar Savone - Les Misérables – Tim Bevan, Eric Fellner, Debra Hayward och Cameron Mackintosh - Berättelsen om Pi – Gil Netter, Ang Lee och David Womark - Lincoln – Steven Spielberg och Kathleen Kennedy - Du gör mig galen! – Donna Gigliotti, Bruce Cohen och Jonathan Gordon - Zero Dark Thirty – Mark Boal, Kathryn Bigelow och Megan Ellison | - Ang Lee – Berättelsen om Pi - Michael Haneke – Amour - David O. Russell – Du gör mig galen! - Steven Spielberg – Lincoln - Benh Zeitlin – Beasts of the Southern Wild |
| Bästa manliga huvudroll | Bästa kvinnliga huvudroll |
| - Daniel Day-Lewis – Lincoln - Bradley Cooper – Du gör mig galen! - Hugh Jackman – Les Misérables - Joaquin Phoenix – The Master - Denzel Washington – Flight | - Jennifer Lawrence – Du gör mig galen! - Jessica Chastain – Zero Dark Thirty - Emmanuelle Riva – Amour - Quvenzhané Wallis – Beasts of the Southern Wild - Naomi Watts – The Impossible |
| Bästa manliga biroll | Bästa kvinnliga biroll |
| - Christoph Waltz – Django Unchained - Alan Arkin – Argo - Robert De Niro – Du gör mig galen! - Philip Seymour Hoffman – The Master - Tommy Lee Jones – Lincoln | - Anne Hathaway – Les Misérables - Amy Adams – The Master - Sally Field – Lincoln - Helen Hunt – Mitt längtande hjärta - Jacki Weaver – Du gör mig galen! |
| Bästa originalmanus | Bästa manus efter förlaga |
| - Quentin Tarantino – Django Unchained - Michael Haneke – Amour - John Gatins – Flight - Wes Anderson och Roman Coppola – Moonrise Kingdom - Mark Boal – Zero Dark Thirty | - Chris Terrio – Argo - Lucy Alibar och Benh Zeitlin – Beasts of the Southern Wild - David Magee – Berättelsen om Pi - Tony Kushner – Lincoln - David O. Russell – Du gör mig galen! |
| Bästa animerade film | Bästa icke-engelskspråkiga film |
| - Modig – Mark Andrews och Brenda Chapman - Frankenweenie – Tim Burton - ParaNorman – Sam Fell och Chris Butler - Piraterna! – Peter Lord - Röjar-Ralf – Rich Moore | - Amour – Michael Haneke (Österrike) - Kon-Tiki – Joachim Rønning, Espen Sandberg (Norge) - No – Pablo Larraín (Chile) - A Royal Affair – Nikolaj Arcel (Danmark) - Krigets barn – Kim Nguyen (Kanada) |
| Bästa dokumentär | Bästa kortfilmsdokumentär |
| - Searching for Sugar Man – Malik Bendjelloul och Simon Chinn - Fem förstörda kameror – Emad Burnat och Guy Davidi - The Gatekeepers – Dror Moreh, Philippa Kowarsky, och Estelle Fialon - How to Survive a Plague – David France och Howard Gertler - The Invisible War – Kirby Dick och Amy Ziering | - Inocente – Sean Fine och Andrea Nix Fine - Kings Point – Sari Gilman och Jedd Wider - Mondays at Racine – Cynthia Wade och Robin Honan - Open Heart – Kief Davidson och Cori Shepherd Stern - Redemption – Jon Alpert och Matthew O'Neill |
| Bästa kortfilm | Bästa animerade kortfilm |
| - Curfew – Shawn Christensen - Asad – Bryan Buckley och Mino Jarjoura - Buzkashi Boys – Sam French och Ariel Nasr - Dood van een Schaduw – Tom Van Avermaet och Ellen De Waele - Henry – Yan England | - Paperman – John Kahrs - Adam and Dog – Minkyu Lee - Fresh Guacamole – PES - Head over Heels – Timothy Reckart och Fodhla Cronin O'Reilly - The Longest Daycare – David Silverman |
| Bästa filmmusik | Bästa sång |
| - Berättelsen om Pi – Mychael Danna - Anna Karenina – Dario Marianelli - Argo – Alexandre Desplat - Lincoln – John Williams - Skyfall – Thomas Newman | - "Skyfall" från Skyfall – Adele Adkins och Paul Epworth - "Before My Time" från Chasing Ice – J. Ralph - "Everybody Needs a Best Friend" från Ted – Walter Murphy och Seth MacFarlane - "Pi's Lullaby" från Berättelsen om Pi – Mychael Danna och Bombay Jayashri - "Suddenly" från Les Misérables – Claude-Michel Schönberg, Herbert Kretzmer, och Alain Boublil                                                                                               |
| Bästa ljudredigering | Bästa ljud |
| - Zero Dark Thirty – Paul Ottosson - Skyfall – Per Hallberg och Karen Baker Landers - Argo – Erik Aadahl och Ethan Van der Ryn - Django Unchained – Wylie Stateman - Berättelsen om Pi – Eugene Gearty och Philip Stockton | - Les Misérables – Andy Nelson, Mark Paterson och Simon Hayes - Argo – John Reitz, Gregg Rudloff och Jose Antonio Garcia - Berättelsen om Pi – Ron Bartlett, D. M. Hemphill och Drew Kunin - Lincoln – Andy Nelson, Gary Rydstrom och Ronald Judkins - Skyfall – Scott Millan, Greg P. Russell och Stuart Wilson |
| Bästa scenografi | Bästa foto |
| - Lincoln – Rick Carter och Jim Erickson - Berättelsen om Pi – David Gropman och Anna Pinnock - Anna Karenina – Sarah Greenwood och Katie Spencer - Hobbit: En oväntad resa – Dan Hennah, Ra Vincent, och Simon Bright - Les Misérables – Eve Stewart och Anna Lynch-Robinson | - Berättelsen om Pi – Claudio Miranda - Anna Karenina – Seamus McGarvey - Django Unchained – Robert Richardson - Lincoln – Janusz Kaminski - Skyfall – Roger Deakins |
| Bästa smink | Bästa kostym |
| - Les Misérables – Lisa Westcott och Julie Dartnell - Hitchcock – Howard Berger, Peter Montagna, och Martin Samuel - Hobbit: En oväntad resa – Peter Swords King, Rick Findlater, och Tami Lane | - Anna Karenina – Jacqueline Durran - Les Misérables – Paco Delgado - Lincoln – Joanna Johnston - Spegel, spegel – Eiko Ishioka - Snow White and the Huntsman – Colleen Atwood |
| Bästa klippning | Bästa specialeffekter |
| - Argo – William Goldenberg - Berättelsen om Pi – Tim Squyres - Lincoln – Michael Kahn - Du gör mig galen! – Jay Cassidy och Crispin Struthers - Zero Dark Thirty – Dylan Tichenor och William Goldenberg | - Berättelsen om Pi – Bill Westenhofer, Guillaume Rocheron, Erik-Jan De Boer, och Donald R. Elliott - Hobbit: En oväntad resa – Joe Letteri, Eric Saindon, David Clayton, och R. Christopher White - The Avengers – Janek Sirrs, Jeff White, Guy Williams, och Dan Sudick - Prometheus – Richard Stammers, Trevor Wood, Charley Henley, och Martin Hill - Snow White and the Huntsman – Cedric Nicolas-Troyan, Philip Brennan, Neil Corbould, och Michael Dawson |

## Filmer med fler än en nominering och vinst

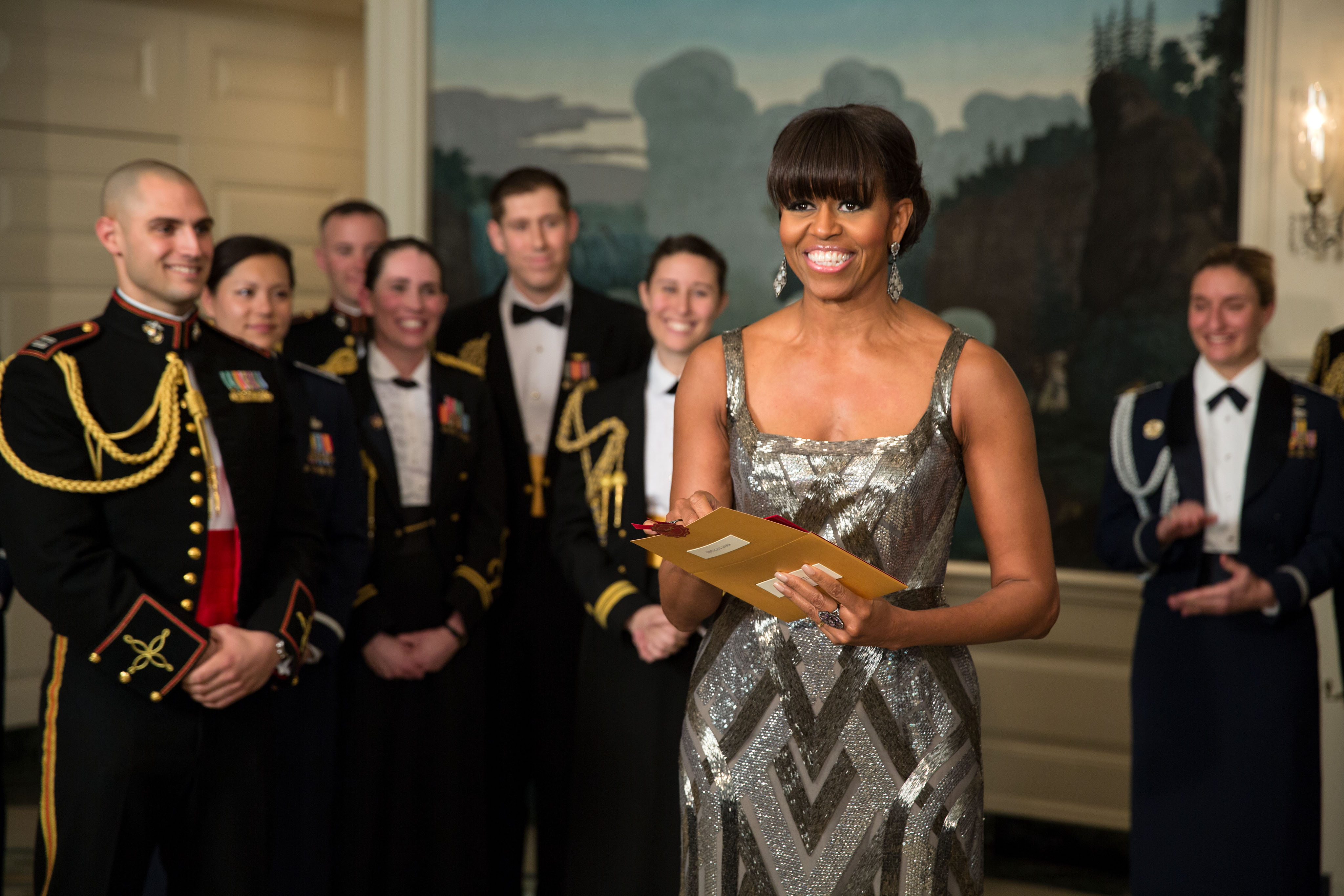
Michelle Obama presenterade vinnaren av Bästa film.

Följande 15 filmer fick flera nomineringar.
- 12 nomineringar: Lincoln
- 11 nomineringar: Berättelsen om Pi
- 8 nomineringar: Les Misérables och Du gör mig galen!
- 7 nomineringar: Argo
- 5 nomineringar: Amour, Django Unchained, Skyfall och Zero Dark Thirty
- 4 nomineringar: Anna Karenina och Beasts of the Southern Wild
- 3 nomineringar: Hobbit: En oväntad resa och The Master
- 2 nomineringar: Flight och Snow White and the Huntsman

Följande 6 filmer vann mer än ett pris under galan.
- 4 vinster: Berättelsen om Pi
- 3 vinster: Argo och Les Misérables
- 2 vinster: Django Unchained, Lincoln och Skyfall